# 1988年夏季残疾人奥林匹克运动会波兰代表团
1988年夏季残疾人奥林匹克运动会波兰代表团是波兰派出的1988年夏季残疾人奥林匹克运动会代表团。获得23枚金牌、25枚银牌和33枚铜牌。